# Phong trào Du ca Việt Nam
Phong trào Du ca Việt Nam do nhạc sĩ Nguyễn Đức Quang và Ban Trầm Ca thành lập vào năm 1966 tại miền Nam Việt Nam. Du ca là một đoàn thể hoạt động về văn hóa và văn nghệ phục vụ cộng đồng, xuất hiện cùng lúc với phong trào làm công tác xã hội của sinh viên, học sinh.

## Từ Ban Trầm Ca đến Phong trào Du Ca
Sự ra đời của Phong trào Du ca gắn liền với phong trào hoạt động xã hội của thanh niên, sinh viên, học sinh miền Nam – bùng lên mạnh mẽ tại miền Nam vào giữa thập niên 1960. Cao điểm của phong trào hoạt động xã hội là “Chương trình Công tác Hè 1965” – một dự án lớn liên kết nhiều hội đoàn thanh niên và nhiều viện đại học lớn tại miền Nam lúc đó.
Mùa hè năm 1965, Nguyễn Đức Quang và một số bạn đồng môn (là cựu học sinh trường Trung học Trần Hưng Đạo – Đà Lạt) đã tham gia “Chương trình Công tác Hè năm 1965” và gặp gỡ nhiều nhà hoạt động thanh niên của vùng Sài-gòn – Gia định. Sau kỳ nghỉ hè này, một ban nhạc sinh viên đã bắt đầu hình thành gồm có năm người: Nguyễn Đức Quang, Trần Trọng Thào, Hoàng Kim Châu, Nguyễn Quốc Văn và Hoàng văn Linh. Ban nhạc sinh viên này xuất hiện lần đầu tiên tại giảng đường Spellman (Viện Đại học Đà Lạt) vào hai đêm 19 và 20 tháng 12 năm 1965 cùng với nhạc sĩ Phạm Duy và ca sĩ Phương Oanh. Kể từ đó, Phương Oanh gia nhập ban nhạc – chính thức có tên là Ban Trầm Ca. Trong năm 1966, ban nhạc này đã cùng nhạc sĩ Phạm Duy lưu diễn nhiều nơi tại miền Nam Việt Nam.
Cũng trong năm 1966, được sự hỗ trợ của một số huynh trưởng hoạt động thanh niên, Ban Trầm Ca đã tổ chức 8 khóa Thanh ca – Tác Động nhằm đào tạo hạt nhân để phát triển phong trào. Cuối năm 1966, Phong trào Du ca Việt Nam được chính thức thành lập như một tổ chức thanh niên tự nguyện với mục đích giáo dục thế hệ trẻ thông qua các hoạt động văn nghệ và sinh hoạt cộng đồng. Đinh Gia Lập – một hướng đạo sinh, cựu học sinh Trường Trần Hưng Đạo, cũng là một thành viên của Ban Trầm Ca mặc dù không tham gia trình diễn, đã trở thành Chủ tịch lâm thời của Phong trào Du Ca.

## Tổ chức
Phong trào Du Ca được thành lập với tôn chỉ: "Dùng tiếng hát chung của cộng đồng để tô điểm cho nền văn nghệ dân tộc một màu xanh đầy hy vọng, đưa mỗi người đến gần nhau hơn để cùng lo xây đắp một quê hương tươi sáng".
Chủ tịch phong trào từ 1967 là dược sĩ Hoàng Ngọc Tuệ và đến năm 1972 được thay thế bởi Đỗ Ngọc Yến, mà sau này là người sáng lập nhật báo Người Việt tại California. Trưởng xướng Du ca do nhạc sĩ Nguyễn Đức Quang điều hành, đến năm 1972 được thay thế bởi Ngô Mạnh Thu tức nhạc sĩ Trần Tú. Phong trào được bộ Quốc gia Giáo dục và Thanh niên Việt Nam Cộng Hòa công nhận chính thức và cấp giấy phép hoạt động trên toàn quốc kể từ ngày 24 tháng 1 năm 1969.

## Thành phần nhạc sĩ
Du ca quy tụ khá nhiều các nhạc sĩ tên tuổi, cũng như nhiều nhạc sĩ trẻ xuất phát từ phong trào: Nguyễn Đức Quang, Phạm Duy, Ngô Mạnh Thu, Trầm Tử Thiêng, Anh Việt Thu,Nguyễn Quyết Thắng, Nguyễn Hữu Nghĩa, Giang Châu, Trần Đình Quân, Lý Văn Chương, Lê Quang Dũng, Nguyễn Văn Phiên, Võ Thị Xuân Đào, Fa Thăng,

## Nhạc tính và nội dung
Du ca ra đời đúng lúc mọi người đang đòi hỏi một nền văn nghệ sống động, thức tỉnh và mới lạ. Những loại nhạc mà phong trào Du ca thường sử dụng là Thanh niên ca, Thiếu nhi ca, Sinh hoạt ca, Nhận thức ca, Sử ca, Dân ca, những bài hát ca ngợi tình yêu con người và thân phận quê hương. Nhiều bài hát của Du ca đã trở nên quen thuộc như Việt Nam, Việt Nam của Phạm Duy, Việt Nam quê hương ngạo nghễ của Nguyễn Đức Quang, Nằm Vắt Tay Lên Trán ,  Cho Nhau  ,  Hát Từ Tim - Hát Bằng Hơi Thở  của Nguyễn Quyết Thắng, Anh sẽ về của Nguyễn Hữu Nghĩa, thơ Khê Kinh Kha, Xin chọn nơi này làm quê hương của Nguyễn Đức Quang,  Hãy Đến Với Chúng Tôi ' Đứa Học Trò Trở Về  và  Lặng Im  của Nguyễn Quyết Thắng.
Những ca khúc trong phong trào du ca có mục đích kêu gọi thanh niên hãy tự hào, tin tưởng và hy vọng nơi tương lai. Trước năm 1975, phong trào Du ca có tác dụng sâu mạnh đối với giới trẻ qua các đoàn, toán ca như Con Sáo Huế, Du ca Áo Nâu, Du ca Lòng mẹ, Du ca Trùng Dương, Du ca Vàm Cỏ Tây, Du ca Vàm Cỏ Đông, Hồ Gươm, Sông Hậu, Du ca Vượt Sóng, Ca Đoàn Trùng Dương, Du ca Giao Chỉ, Du ca Đà Nẵng, Du ca Kiên Giang, Biên Hòa, Toán Du ca Mùa Xuân, Du ca Phù Sa, Đồng Vọng... Họ trình diễn ở khắp nơi miền Nam khi đó, trong trường học, ngoài sân cỏ, trên sân khấu, trong các đoàn thể bạn, Hướng đạo, CPS, hay Thanh sinh công, cùng Gia đình Phật tử.
Du ca cũng đã phát hành một số tuyển tập nhạc như: Tuyển tập Du ca 1, Du ca 2, Du ca 3, Những bài ca khai phá, Ta đi trên dòng lịch sử, Những điều trông thấy, Hát Từ Tim- Hát Bằng Hơi Thở, Những khuôn mặt Du ca, Hát cho những người sống sót, Anh hùng ca, Sinh hoạt ca.

### Tuyển tập nhạc do Du Ca Trung ương phát hành
- Trầm Ca (in roneo)
- Tuyển tập 1 
- Hát cho mùa xuân đi tới (Tuyển tập 2)
- Ta đi trên dòng lịch sử (Tuyển tập 3)
- Những bài ca khai phá (in roneo)
- Nghi thức ca
- Sinh hoạt ca
- Anh hùng ca

### Tuyển Tập do Du Ca địa phương phát hành
- Ruồi Và Kên kên
- 12 nhạc sĩ Du Ca
- Hát cho người sống sót trở về
- Hát Từ Tim-Hát Bằng Hơi Thở
- Tuyển tập 4- ấn hành tháng 3.1975

### Băng nhạc
- Băng nhạc Du Ca Việt Nam 1 (Những điều trông thấy)
- Băng nhạc Tuổi Trẻ Chúng Tôi (đoàn Du Ca Nam Cali thực hiện năm 1982)

### Nội san
- Đồng Vọng là tờ nội san của Phong trào Du Ca Việt Nam (PTDCVN)
- Giai Phẩm (đoàn Du Ca Canada thực hiện)

## Hiện tại
Hiện nay, Phong Trào Du Ca ở hải ngoại tuy ít hơn xưa nhưng vẫn còn hoạt động như, các toán: Du Ca Về Nguồn Toronto Canada, Du Ca Đồng Vọng Canada, Du Ca Hamilton Canada, Du Ca Úc Châu, Du Ca Mùa Xuân Nam Cali, Du Ca San José Bắc Cali, Du Ca Hòa Lan, Du Ca Paris, Du Ca Paloma… 